# Керейбаев, Билял
Бляль (Билял) Керейбаев (1928 — ?) — старший чабан совхоза «Бурановский» Маркакольского района Восточно-Казахстанской области, Герой Социалистического Труда (22.03.1966).
Родился в 1928 г. в с. Такыр Маркакольского района (сейчас — Курчумский район) Восточно-Казахстанской области в семье овцевода.
С 12-летнего возраста работал подпаском чабана в колхозе «Свобода» (позднее — совхоз «Бурановский»). С 1945 г. чабан, затем старший чабан.
В 1962 г. получил и сохранил к отбивке по 122, в 1963 — по 121, в 1964 — по 141, в 1965 г.- по 144 ягненка на 100 овцематок. Настриг шерсти за эти годы составлял 4 килограмма с овцы.
За достигнутые успехи в развитии овцеводства Указом Президиума Верховного Совета СССР от 22 марта 1966 года присвоено звание Героя Социалистического Труда.
Всего к 1971 году за период работы в хозяйстве вырастил более 12 тысяч ягнят и сдал государству свыше 30 тонн высококачественной шерсти.
Избирался членом Восточно-Казахстанского обкома и Маркакольского райкома КП Казахстана, депутатом районного Совета депутатов трудящихся. Его имя занесено в Золотую книгу почета Казахской ССР.